# Grand Prismatic Spring
La Grand Prismatic Spring (lett. "Grande sorgente prismatica") nel Parco nazionale di Yellowstone è la più grande sorgente calda negli Stati Uniti, e la terza più grande del mondo, dopo Frying Pan Lake in Nuova Zelanda e Boiling Lake in Dominica. Essa si trova nel Midway Geyser Basin ed è situata a circa 12 chilometri a nord del celebre geyser Old Faithful.
La sorgente venne denominata così dai geologi della spedizione Hayden del 1871 per via della sua sorprendente colorazione. I suoi colori brillanti sono in parte dovuti alla presenza di organismi termofili e sono simili a quelli di un arcobaleno generati dalla dispersione della luce bianca da parte di un prisma ottico: rosso, arancione, giallo, verde e blu.

## Storia

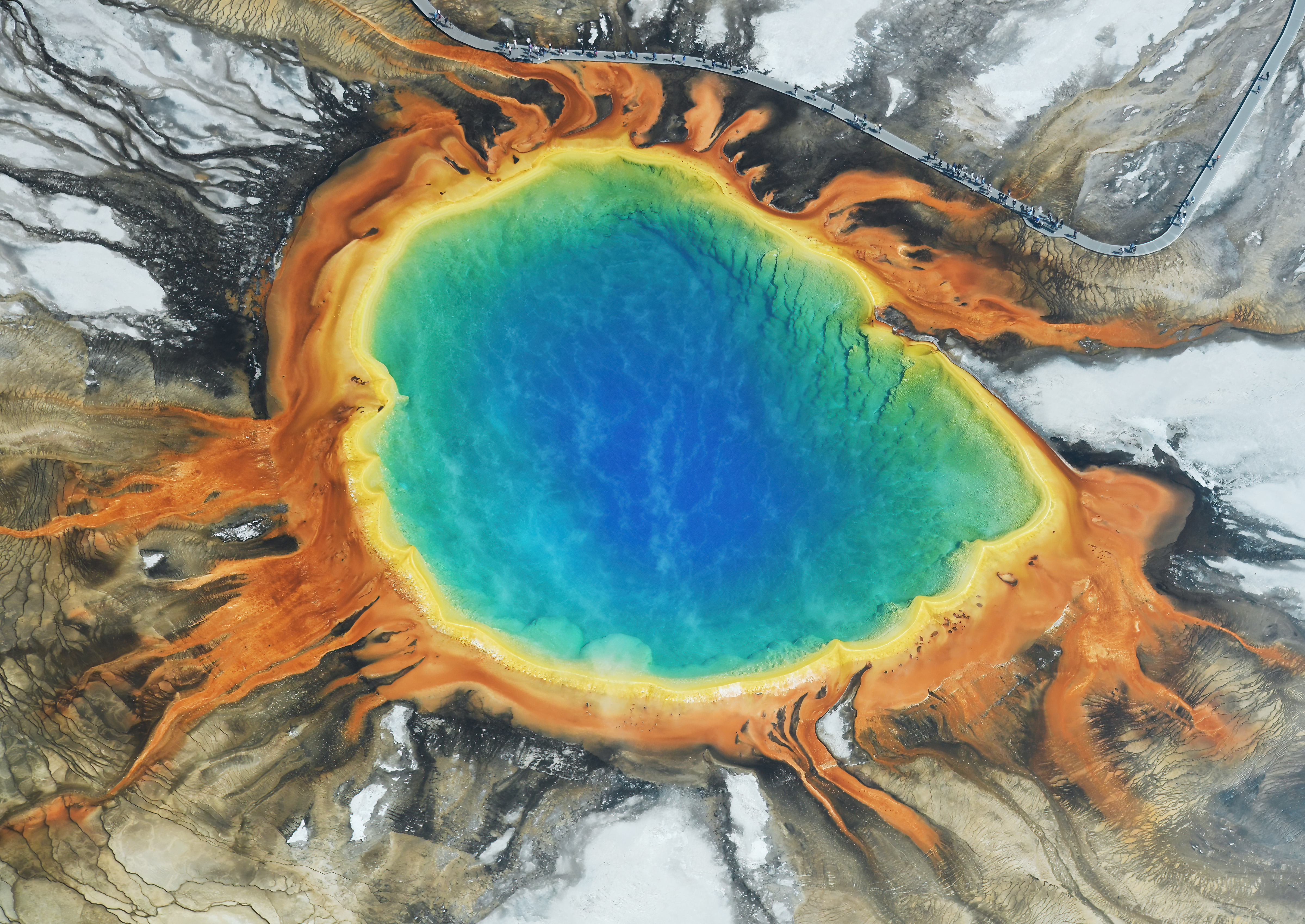
Veduta aerea della sorgente

Le prime testimonianze della sorgente provengono dai primi esploratori e agrimensori europei. 
Nel 1839, un gruppo di cacciatori di pellicce dell'American Fur Company attraversò il Midway Geyser Basin testimoniando di un "lago bollente", molto probabilmente proprio la Grand Prismatic Spring, con un diametro di 300 piedi (90 metri). 
Nel 1870 la spedizione Washburn-Langford-Doane visitò la sorgente, osservando nelle vicinanze un geyser di 50 piedi (15 metri), in seguito denominato Excelsior.
La sorgente fu ufficialmente catalogata e descritta nel 1871 dai componenti della spedizione Hayden, la prima esplorazione finanziata con fondi federali di ciò sarebbe diventato il parco di Yellowstone. Ferdinand Hayden, il capo spedizione, descrisse la Grand Prismatic Spring con parole entusiastiche affermando che nessuna opera d'arte creata dall'Uomo avrebbe mai potuto competere con la vividezza e la delicatezza dei colori della sorgente.

## I colori

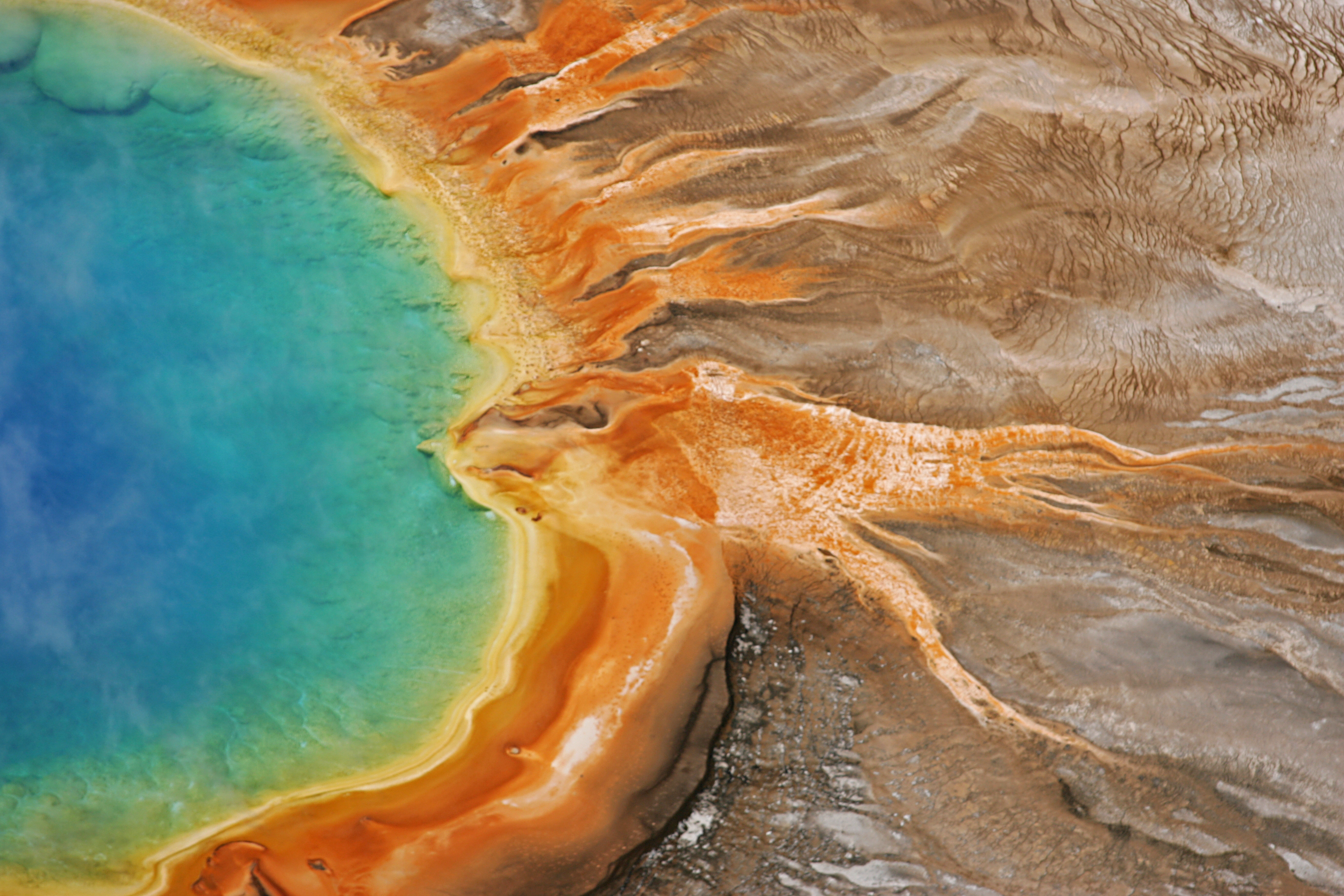
Particolare

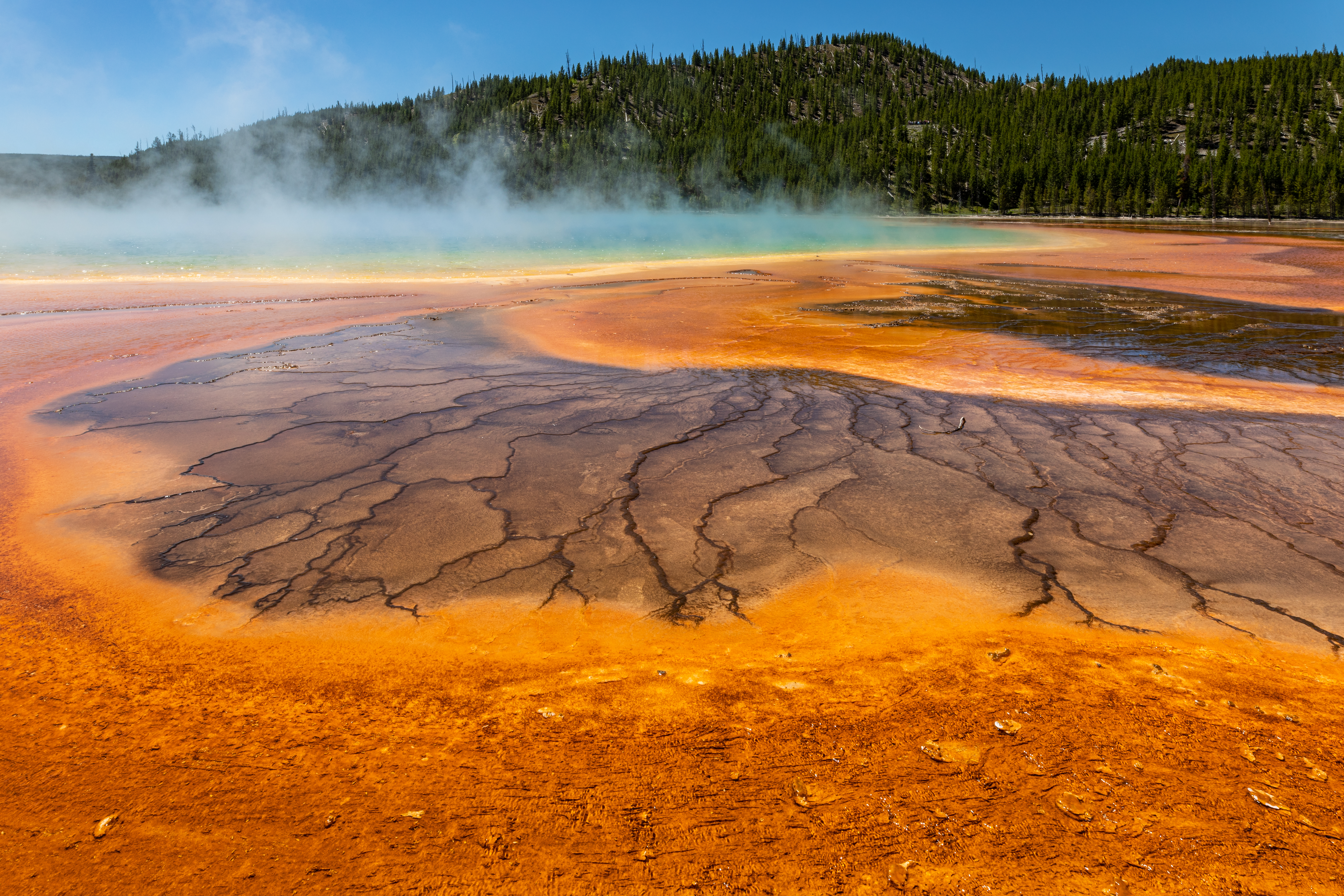
Tappeto microbico

I colori vivaci nella sorgente sono il risultato di un tappeto microbico intorno ai bordi dello specchio d'acqua, la quale è ricca di minerali. Il tappeto produce colori che vanno dal verde al rosso; la quantità di colore nel tappeto microbico dipende dal rapporto tra clorofilla e carotenoidi e in secondo luogo dal gradiente di temperatura. In estate, il tappeto tende a essere arancione e rosso, mentre in inverno, di solito, è di color verde scuro. Il centro dello specchio d'acqua è sterile a causa dell'estremo calore.
Il colore blu intenso al centro dello specchio d'acqua è il colore intrinseco dell'acqua. L'effetto è più forte al centro della sorgente, a causa della sua purezza e profondità.

## Struttura fisica
La sorgente ha un diametro approssimativo di 110 metri ed una profondità massima approssimativa di 50 metri. La sorgente scarica una quantità d'acqua stimata in 2 100 litri al minuto ad una temperatura di 70 °C.